# Nik Mohd Azwan Zulkifle
Nik Mohd Azwan Zulkifle, né le 7 mai 1990 à Pasir Puteh (ms), est un coureur cycliste malaisien.

## Palmarès et résultats

### Palmarès par année
- 2012
  -  Champion de Malaisie du contre-la-montre
- 2015
  - Tour de Siak :
    - Classement général
    - 1re étape
- 2017
  -  Médaillé d'or du contre-la-montre par équipes aux Jeux d'Asie du Sud-Est
  - 2e du Tour de Selangor

### Classements mondiaux
| Année         | 2011 | 2012 | 2013 | 2014 | 2015 | 2016 | 2017 |
| ------------- | ---- | ---- | ---- | ---- | ---- | ---- | ---- |
| UCI Asia Tour | 233e | 222e | 334e |      | 234e | 399e | 218e |